# Monika Aidelsburger
Monika Aidelsburger (nacida en 1987) es una física cuántica alemana, profesora y líder de grupo en la Universidad Ludwig Maximilian de Munich . Su investigación abarca la simulación cuántica y los gases atómicos ultra fríos atrapados en redes ópticas. En 2021, recibió los premios Alfried-Krupp-Förderpreis y Klung Wilhelmy Science Award .

## Temprana edad y educación
Nacida en Aichach, Aidelsburger fue estudiante de doctorado en la Universidad Ludwig Maximilian de Munich, donde trabajó bajo la supervisión de Immanuel Bloch . Su trabajo trató sobre átomos ultra fríos en redes ópticas.
Fue investigadora postdoctoral en el Collège de France, donde trabajó junto a Jean Dalibard en los uniformes de gas de Bose. Su doctorado fue publicado más tarde por Springer Nature como parte de su serie de tesis doctorales sobresalientes.

## Investigación y carrera
En 2017, Aidelsburger se unió a la facultad de la Universidad Ludwig Maximilian de Munich, donde fue ascendida a profesora en 2019. Ocupa un cargo conjunto en el Instituto Max Planck de Óptica Cuántica. Allí solicitó con éxito una subvención inicial del Consejo Europeo de Investigación sobre materia cuántica sintética.
Su investigación abarca las teorías gauge de red (lattice gauge theories) y cómo se acoplan a la materia fermiónica. Realiza simulaciones cuánticas de la física de muchos cuerpos. Estas simulaciones pueden lograr un alto grado de control y pueden lograr un comportamiento físico complejo, incluida la localización de muchos cuerpos y la fragmentación del espacio de Hilbert. Se pueden diseñar para investigar fases fuera de equilibrio y modelos reticulares topológicos, incluido el modelo de Haldane y la mariposa de Hofstadter . Sus experimentos suelen contener una etapa de enfriamiento por láser, donde los átomos se enfrían a temperaturas muy bajas (generando condensados de Bose-Einstein o gases Fermi degenerados ), que ella atrapa en potenciales ópticos generados por rayos láser que interfieren.
La Fundación Nacional de Ciencias de Suiza nominó a Aidelsburger a AcademiaNet en 2021. Ese año, recibió el Alfried-Krupp-Förderpreis, que lleva el nombre de Alfried Krupp von Bohlen und Halbach, y el Premio de Ciencias Klung Wilhelmy en 2021.

## Premios y reconocimientos
- Beca Marie Curie 2016[12]
- Premio Prinzessin Therese von Bayern 2019[13]
- Premio Alfried Krupp de Mecenazgo 2021[5]
- Premio de Ciencias Klung Wilhelmy 2021[14]